# 쭐랄롱꼰

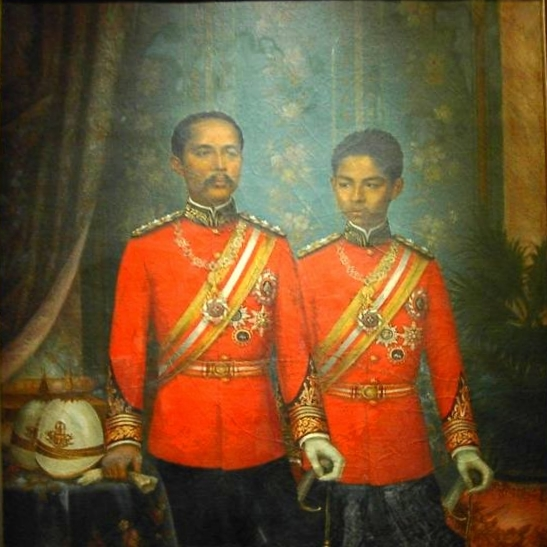
쭐랄롱꼰과 그의 장남 왕세자 바지루니스

쭐랄롱꼰(태국어: จุฬาลงกรณ์, 1853년 9월 20일 - 1910년 10월 23일, 재위 : 1868년 - 1910년) 또는 라마 5세 정식 명칭은 프라밧솜뎃 프라뽀라민타라 마하쭐랄롱꼰 프라쭐라쫌끌라오 짜오유후아(태국어: พระบาทสมเด็จพระปรมินทรมหาจุฬาลงกรณ์ฯ พระจุลจอมเกล้าเจ้าอยู่หัว)는 태국의 국왕이자 차크리 왕조의 5번째 군주이다. 2016년에 즉위한 마하 와치랄롱꼰(라마 10세) 국왕의 증조할아버지이기도 하다.
그는 1868년 왕위에 올랐으며, 영국와 프랑스의 압박 속에서도 근대화를 이루었다. 그의 업적은 지식인과 왕족들의 유학을 장려하였으며, 1905년에 노예제를 폐지했다. 그리고 교통, 행정, 사법, 우편, 철도 등을 정비하여 태국 근대사에 큰 기여를 했다.

## 어린 시절
쭐랄롱꼰은 1853년 9월 20일에 몽꿋 왕과 데브시리인드라 왕비의 사이에서 태어났으며, 왕자 때의 이름이 쭐랄롱꼰이다. 1861년 그는 ‘끄롬마메운 삐까네수안 수랏상깟’(Krommameun Pikanesuarn Surasangkat)이라는 직위를 부여받았다. 그의 부왕은 유럽인 교사 안나 레오노웬즈와 같은 튜터를 붙여서 그에게 폭넓은 교육의 기회를 주었다. 1866년 그는 왕가의 전통에 따라 왓 바워니웻에서 상하(수도승)가 되었으며, 1867년 복귀하자마자 그에게 ‘끄롬 마쿤 삐닛 쁘라차낫’(Krommakhun Pinit Prachanat)이라는 칭호가 부여되었다.
1868년 일식 관측을 위해 왓코르에 방문을 했다가 몽꿋 왕이 병이 들었다. 그가 유언을 남기는 자리에서 몽꿋 왕은 "내 형제, 내 아들, 내 손자, 나라를 구하려고 생각하는 지도자 모두가 왕이 될 수 있을 것이다. 스스로의 의지로 결정하라!"라는 말을 남겼다. 그리하여 왕좌에 앉힐 왕자를 뽑았고, 쭐랄롱꼰 왕자가 왕으로 선택되었다. 왕자는 당시 15살이었고, 차오 프라야 시 수리야웡세가 섭정으로 선택되었다. 즉위식은 1868년 11월 11일에 거행되었다.

## 젊은 왕
1873년 왕은 다시 승려가 되었다가 돌아왔다. 그의 두 번째 대관식은 같은 해 왕의 성년을 축하하기 위해 거행되었다.
섭정이 끝나자, 시 수리야원세는 솜뎃 차오 프라야로 격상되었고 이것은 대신들이 얻을 수 있는 가장 높은 지위였다. 시 수리야원세 자신도 19세기 가장 강력한 권력을 가진 귀족이었다. 그의 분나그 가문은 라마 1세 이후로 시암의 정치를 좌우했던 페르시아 후손 계열의 강력한 권력을 가진 가문이었다. 쭐랄롱꼰은 이복 동생 네 명과 결혼을 했으며, 그들은 모두 쭐랄롱꼰 왕의 딸들이었다. (사방 바드하나, 사오밥하, 그리고 수난다와 수꾸말마르스리)
같은 해 쭐랄롱꼰의 첫 번째 개혁은 부패한 세금 징수로 인한 폐단을 고치기 위한 감찰관을 세움으로써 시작되었다. 세금 징수관은 여러 귀족들의 후원을 받았고, 또한 그들도 재정적인 지원을 함으로써 악순환이 반복되는 것이었다.

## 프랑스령 인도차이나와 충돌
1863년, 프랑스령 인도차이나 하에 있던 캄보디아의 노로돔 국왕이 축출되었다. 1867년 캄보디아의 양도가 공식화되었다. 캄보디아를 구성하고 있는 바탐방, 씨엠립, 스리소폰은 시암의 소유로 되어 있었다. 이것이 최초의 영토 양도가 되었다.
1887년 프랑스령 인도차이나는 베트남과 캄보디아를 복속시켰다.

## 사후
쭐랄롱꼰의 왕실 기병의 동상이 왕의 통치 40주년을 기념하기 위해 1908년 완료되었다. 파리의 금속 기술자에 의해 청동으로 주조되어 대리석 판위에 얹었다.
쭐랄롱꼰은 유럽을 1897년과 1907년 두 차례 방문을 했고, 후반기에 생긴 신장병 치료를 위해서이다. 그의 최후의 업적은 1908년 도시 배관 체계를 정비한 것이었다.

## 직위

왕가의 휘장 1878년에서 1910년까지 지속

- 1853-1866: 끄롬 메운 삐까네수안 수라상깟
- 1866-1868: 끄롬 쿤 삐닛 쁘라차낫
- 1868-1910: 쁘라밧 솜뎃 출라 촘끌라오 차오 유 후아,

외부의 사람들은 출라롱꼰이라고 하며, 태국 국민들은 프라 붓다 차오 루앙이라고 함

## 가족 관계

### 조부모와 부모
- 조부 : 시암 라마 2세국왕
- 조모 : 스리수리앤트라왕후
- 부친 : 시암 라마 4세국왕
- 모친 : 텝시린트라왕후

### 남동생
1. 작끄라팟디퐁공 자뚜론랏사미왕자
2. 파누판투웡워라뎃공 파누랑스리사왕웡왕자

### 여동생
1. 위숫티끄라삿공여 잔털몬톨공주

### 왕후
1. 사우와파펑스리왕후 – 라마 5세 이복자매
2. 수난타꾸마라랏왕후 – 라마 5세 이복자매
3. 사왕왓타나왕후 – 라마 5세 이복자매
4. 수쿠말마라스리왕후 – 라마 5세 이복자매
5. 탁신나차옹주 – 라마 5세 이복자매
6. 사우와팍나리랏왕후궁 – 라마 3세 손녀
7. 우볼라따나나리낙왕후궁 – 라마 3세 손녀
8. 사이사와리피롬왕후궁 – 라마 3세 손녀
9. 다라랏사미왕후궁 – 치앙마이 인타위차야논국왕 왕녀

### 후궁
1. 캐후궁 – 라마 1세 증손
2. 패후궁
3. 생후궁
4. 숫후궁
5. 따랍후궁
6. 머라꼿후궁
7. 여이후궁 – 텅디상왕 증손
8. 우암후궁
9. 챔후궁
10. 탑팀후궁
11. 부아후궁
12. 못후궁
13. 잔후궁
14. 사이후궁
15. 르안후궁
16. 왓후궁
17. 팁께설후궁 – 치앙마이 까위라국왕 증손
18. 느앙후궁 – 라마 2세 증손
19. 언후궁
20. 프럼후궁
21. 웡후궁
22. 새후궁
23. 께설후궁 – 라마 2세 증손
24. 춤후궁
25. 르안후궁
26. 지우후궁 – 라마 2세 증손
27. 헴후궁
28. 키안후궁 – 이훈
29. 못후궁
30. 린지후궁
31. 누알후궁 – 딱신 자손
32. 잔후궁
33. 타넘후궁 – 텅디상왕 내손
34. 라마이후궁
35. 잼후궁
36. 사왕후궁 – 딱신 자손
37. 픔후궁
38. 진후궁
39. 느앙후궁
40. 픔후궁 – 딱신 자손
41. 자른후궁
42. 온후궁
43. 엠후궁
44. 추앙후궁
45. 야이후궁
46. 끄립후궁 – 텅디상왕 자손
47. 린지후궁 – 텅디상왕 자손
48. 팍후궁 – 텅디상왕 자손
49. 쁘라컹후궁
50. 상왈후궁 – 이훈
51. 옵후궁
52. 뺀후궁 – 라마 2세 증손
53. 픔후궁
54. 핏후궁
55. 타넘후궁
56. 탑팀후궁
57. 유안후궁 – 텅디상왕 자손
58. 임후궁
59. 추아후궁
60. 이암후궁
61. 씨앗후궁 – 라마 3세 증손
62. 빰후궁 – 라마 2세 증손
63. 껀깨우후궁
64. 쌩후궁
65. 타넘후궁
66. 커후궁 – 라마 2세 증손
67. 넘후궁
68. 지안후궁
69. 이암후궁
70. 낌라안후궁
71. 추앙후궁 – 텅디상왕 자손
72. 읍후궁
73. 리암후궁
74. 압후궁
75. 으안후궁
76. 새후궁
77. 솜불후궁
78. 사답후궁 – 라마 3세 증손
79. 라마이후궁 – 라마 3세 증손
80. 탬후궁
81. 암후궁
82. 낌니아우후궁
83. 끄린후궁
84. 깨우후궁
85. 으안후궁
86. 으엑후궁
87. 자루아이후궁 – 라마 2세 증손
88. 잔후궁
89. 지우후궁
90. 즘후궁
91. 즘후궁
92. 즘후궁
93. 지암후궁
94. 잠르안후궁
95. 잠르안후궁
96. 잠르안후궁
97. 쌩후궁
98. 츠아이후궁 – 이훈
99. 츠아후궁
100. 타넘후궁
101. 팁몰타후궁
102. 팁후궁 – 텅디상왕 자손
103. 팁후궁
104. 누암후궁
105. 넘후궁
106. 너이후궁
107. 느이후궁
108. 부아이후궁
109. 쁘라용후궁
110. 뿍후궁
111. 뿌이후궁
112. 쁘렘후궁
113. 쁘리안후궁
114. 팟후궁
115. 프랍후궁
116. 핀후궁 – 딱신 자손
117. 피팟후궁
118. 마니후궁 – 텅디상왕 자손
119. 먼후궁
120. 미후궁
121. 메카라후궁
122. 유안후궁
123. 유안후궁
124. 라마이후궁
125. 린지후궁
126. 룩잔후궁
127. 룩잔후궁
128. 원후궁
129. 웡후궁
130. 수안후궁
131. 사왓후궁
132. 사왕후궁
133. 사이후궁
134. 사리후궁
135. 삼앙후궁
136. 신후궁
137. 싱하라후궁
138. 수완후궁 – 딱신 자손
139. 리안후궁
140. 임후궁
141. 임후궁
142. 잔후궁 – 텅디상왕 자손
143. 쁘라답후궁 – 라마 1세 증손

### 왕자
- 장남 : 이사라웡워라라차꾸말대군 (1870년 ~ 1872년)
- 차남 : ?왕자 (1872년 ~ 1872년)
- 3남 : 짠타부리공 끼티야껄워라락대군 (1874년 ~ 1931년)
- 4남 : 나팡니팟타퐁대군 (1874년 ~ 1876년)
- 5남 : 랏차부리공 라피팟타나삭대군 (1874년 ~ 1920년)
- 6남 : 쁘라찐부리공 쁘라윗왓타노돔대군 (1875년 ~ 1919년)
- 7남 : 나콘차이시공 지라쁘라왓워라뎃대군 (1876년 ~ 1914년)
- 8남 : 와치룬나힛왕세자 (1878년 ~ 1894년)
- 9남 : 이사리야롱껄왕자 (1879년 ~ 1879년)
- 10남 : 춤폰공 아파껄끼앗띠웡대군 (1880년 ~ 1923년)
- 11남 : 와치라웃왕세자 (1881년 ~ 1925년) – 제6대 국왕 라마 6세
- 12남 : 나콘사완공 버리팟수쿰판왕자 (1881년 ~ 1944년)
- 13남 : 깜팽펫공 부라쌋차이야껄대군 (1882년 ~ 1936년)
- 14남 : 뜨리픗룻탐롱왕자 (1882년 ~ 1887년)
- 15남 : 나콘시탐마랏공 솜마띠웡와로타이왕자 (1882년 ~ 1899년)
- 16남 : 피차이공 픈팟타나퐁대군 (1882년 ~ 1909년)
- 17남 : 핏사눌록공 작끄라퐁푸와낫왕자 (1883년 ~ 1920년) – 작끄라퐁왕세제
- 18남 : 롭부리공 유콜티캄펄왕자 (1883년 ~ 1932년)
- 19남 : 싱부리공 웃티차이싸름랍대군 (1883년 ~ 1947년)
- 20남 : 산카부리공 디록놉파랏대군 (1884년 ~ 1913년)
- 21남 : 차이야공 수라용쁘라유라판대군 (1884년 ~ 1919년)
- 22남 : 차이낫공 랑싯쁘라유라삭대군 (1885년 ~ 1951년)
- 23남 : 시리랏차까꿋타판왕자 (1885년 ~ 1887년)
- 24남 : 카젤지라쁘라딧대군 (1888년 ~ 1888년)
- 25남 : 사마이우티와로돔대군 (1888년 ~ 1889년)
- 26남 : 이사리야펄시대군 (1888년 ~ 1892년)
- 27남 : 나콘랏차시마공 앗사당데차웃왕자 (1889년 ~ 1925년) – 앗사당왕세제
- 28남 : 송클라공 마히돌아둘야뎃왕자 (1892년 ~ 1929년) – 마히돌상왕
- 29남 : 아누설시리쁘라삿대군 (1892년 ~ 1900년)
- 30남 : 펫차분공 주타툿타라디록왕자 (1892년 ~ 1923년)
- 31남 : 우루퐁라차솜폿대군 (1893년 ~ 1909년)
- 32남 : 수코타이공 쁘라차티뽁삭디뎃왕자 (1893년 ~ 1941년) – 제7대 국왕 라마 7세

### 왕녀
- 장녀 : 펑쁘라파이옹주 (1867년 ~ 1942년)
- 차녀 : 수판부리공여 스리위라이락옹주 (1868년 ~ 1904년)
- 3녀 : 워라락사나와디옹주 (1872년 ~ 1926년)
- 4녀 : 아싸라판니라차깐야옹주 (1872년 ~ 1910년)
- 5녀 : 주타라따나라차꾸마리옹주 (1872년 ~ 1930년)
- 6녀 : 피찟공여 잔트라사랏왈공주 (1873년 ~ 1905년)
- 7녀 : 어라핀픈팍옹주 (1873년 ~ 1936년)
- 8녀 : 수와팍위라이판옹주 (1873년 ~ 1930년)
- 9녀 : 사완칼록공여 야우와말나르몰공주 (1873년 ~ 1909년)
- 10녀 : 반털완나와로팟옹주 (1875년 ~ 1891년)
- 11녀 : 팟타라유와디옹주 (1876년 ~ 1913년)
- 12녀 : 라따나꼬신공여 숫타팁파야랏공주 (1877년 ~ 1923년)
- 13녀 : 깐나펄픗차랏공주 (1878년 ~ 1880년)
- 14녀 : 파후랏마나마이공주 (1878년 ~ 1887년) – 텝나리랏공여
- 15녀 : 자르안스리촌나마유옹주 (1879년 ~ 1916년)
- 16녀 : ?옹주 (1879년 ~ 1879년)
- 17녀 : 쁘라웻워라사마이옹주 (1879년 ~ 1944년)
- 18녀 : 위짓지라쁘라파공주 (1881년 ~ 1981년)
- 19녀 : 사시퐁쁘라파이옹주 (1881년 ~ 1934년)
- 20녀 : ?옹주 (1881년 ~ 1881년)
- 21녀 : 피사마이피몰삿옹주 (1881년 ~ 1937년)
- 22녀 : 어라옹악카유파옹주 (1882년 ~ 1883년)
- 23녀 : 펫차부리공여 와라이아롱껄공주 (1883년 ~ 1939년)
- 24녀 : 나파절잠랏스리공주 (1883년 ~ 1988년)
- 25녀 : 야우와파퐁사닛옹주 (1884년 ~ 1934년)
- 26녀 : 어라쁘라판람파이옹주 (1885년 ~ 1933년)
- 27녀 : 시삿차나라이공여 마리니노파다라공주 (1885년 ~ 1924년)
- 28녀 : 쁘라파판나피라이옹주 (1885년 ~ 1948년)
- 29녀 : 쁘라파이판나피랏옹주 (1885년 ~ 1986년)
- 30녀 : 우텅공여 니파놉파돌공주 (1886년 ~ 1936년)
- 31녀 : 꼬몰사우와말옹주 (1887년 ~ 1900년)
- 32녀 : ?공주 (1887년 ~ 1887년)
- 33녀 : 시라펄소폰공주 (1888년 ~ 1898년)
- 34녀 : 아털팁파야니파옹주 (1889년 ~ 1958년)
- 35녀 : 위몰나카나삐시옹주 (1889년 ~ 1893년)
- 36녀 : 압반뜨리빠차옹주 (1889년 ~ 1935년)
- 37녀 : 아디사이수리야파옹주 (1890년 ~ 1963년)
- 38녀 : 티파야랑깔옹주 (1891년 ~ 1932년)
- 39녀 : 수짓뜨라퍼라니옹주 (1891년 ~ 1918년)
- 40녀 : 와삐부사바껄옹주 (1891년 ~ 1982년)
- 41녀 : 라왓워라옹옹주 (1892년 ~ 1893년)
- 42녀 : ?옹주 (1892년 ~ 1893년)
- 43녀 : 헴와디옹주 (1893년 ~ 1972년)
- 44녀 : ?공주 (1893년 ~ 1893년)

## 같이 보기
- 쭐랄롱꼰 대학
- 로얄 플라자

| 전임 라마 4세 | 제5대 태국의 왕 1868년-1910년 | 후임 라마 6세 |